# L'Héritage (film, 1910)
Pour les articles homonymes, voir L'Héritage.
L'Héritage est un film muet français réalisé par Louis Feuillade et sorti en 1910.

## Fiche technique
- Réalisation et scénario : Louis Feuillade
- Société de production : Société des Établissements L. Gaumont
- Pays de production : France
- Format : Muet - Noir et blanc - 1,33:1 - 35 mm
- Métrage : 228 m
- Date de sortie : 
  -  France - 1910

## Distribution
- Alice Tissot